# Achim Kaufmann

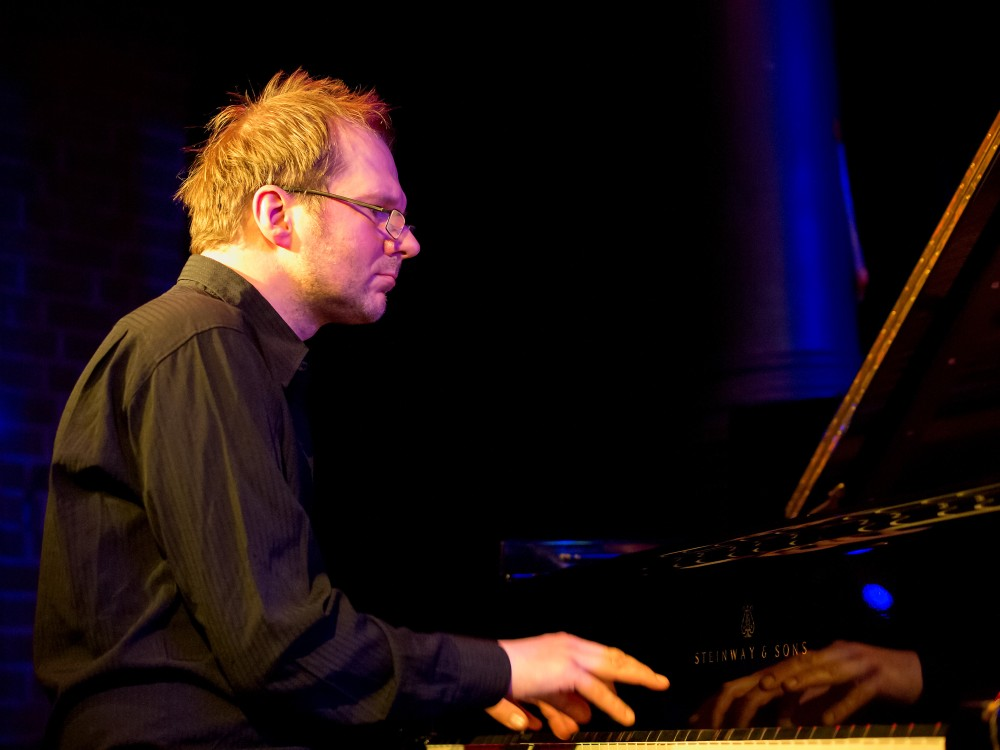
Konzert im Jazz Club Unterfahrt, München 2013.

Achim Kaufmann (* 1962 in Aachen) ist ein deutscher Jazzpianist.

## Leben und Wirken
Kaufmann stammt aus einer Musikerfamilie; die Mutter war Klavierlehrerin, der Vater Dirigent. Er lebte seit 1984 in Köln, wo er an der Musikhochschule bei Frank Wunsch und Rainer Brüninghaus studierte. Daran schloss sich ein Aufbaustudium am Banff Centre for the Arts in Kanada bei Dave Holland, Steve Coleman, Muhal Richard Abrams, George Lewis und Richie Beirach an. Außerdem nahm er Privatunterricht bei Steve Lacy in Paris. In den 1980er Jahren arbeitete er mit verschiedenen Bands. Seit den 1990er Jahren trat die kompositorische Arbeit für seine eigenen Gruppen in den Vordergrund.

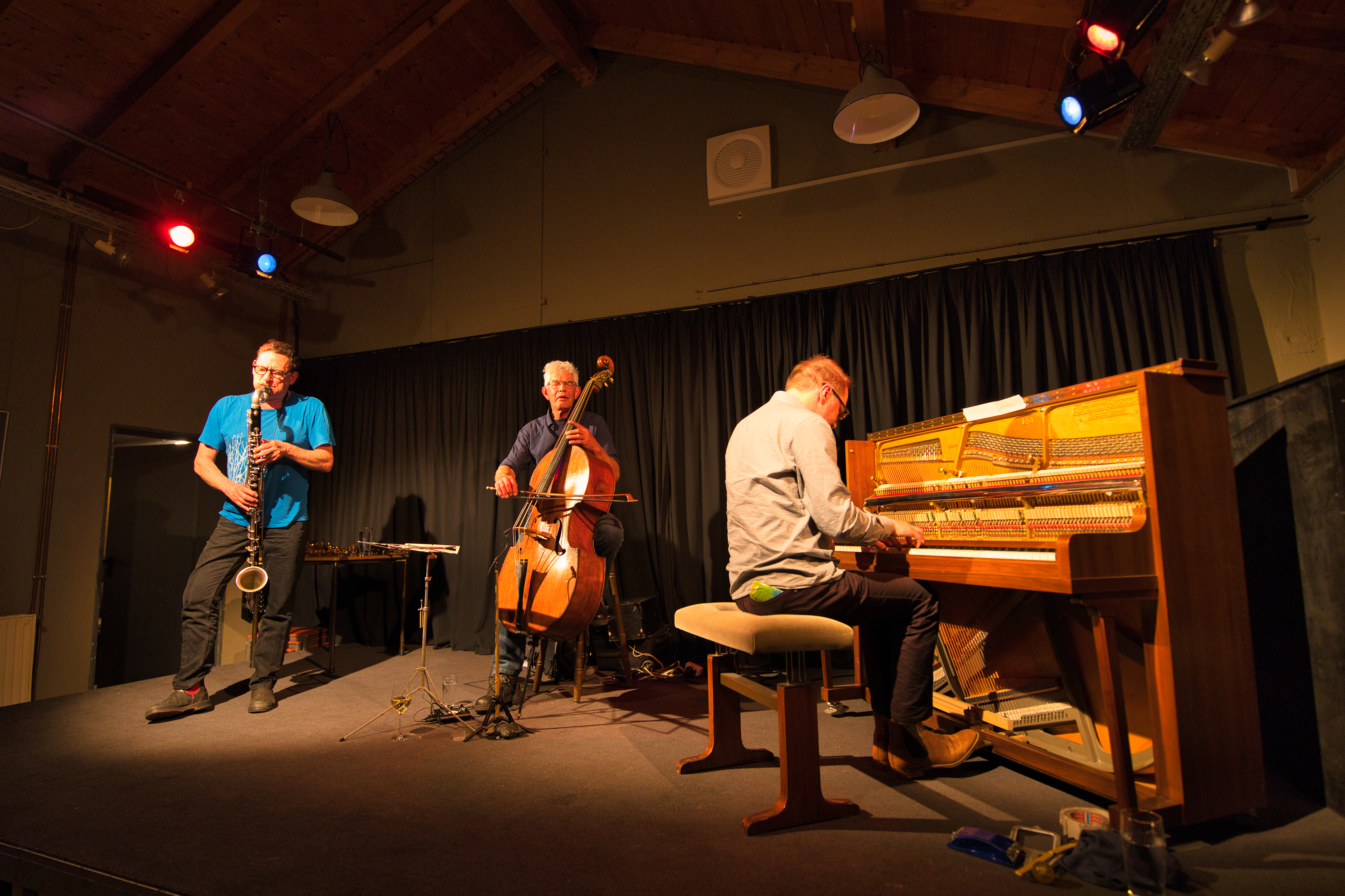
Das Trio mit Frank Gratkowski und Wilbert de Joode im Club W71, 2022

Im Trio mit Frank Gratkowski und Wilbert de Joode spielte er die CD kwast und unearth ein. Gelegentlich wird dieses Trio mit Tony Buck zum Quartett ergänzt. Außerdem arbeitet er in einem Trio mit Michael Moore und Dylan van der Schyff und leitete ein Klaviertrio mit Ernst Glerum und Han Bennink.
1996 übersiedelte er nach Amsterdam, wo er bis 2009 mit seiner Frau, der kanadischen Künstlerin Gabriele Guenther, lebte. Dort gründete er 1998 mit Michael Moore, John Schröder und John Hollenbeck das Quartett Double Exposure. Daneben tritt er auch als Solist auf. Im Auftrag des Deutschlandfunks komponierte er Trokaan für Streichquartett und vier improvisierende Musiker.
Daneben arbeitete Kaufmann u. a. mit Tomasz Stańko, Mark Helias, Bill Elgart, Matthias Schubert, Michael Vatcher, Dieter Manderscheid, Thomas Heberer, Brad Turner, Eric Boeren, Steve und Julian Argüelles, Steve Swallow, Al Foster, Franco Ambrosetti, Adam Nussbaum, Charles McPherson, Bob Brookmeyer, Lee Konitz, Paul Lovens, Tristan Honsinger, Misha Mengelberg, Peggy Lee, Torsten Müller, Lori Freedman, Hasse Poulsen, David Stackenäs, Ab Baars, Wolter Wierbos, Andy Moor, Tobias Delius, Paul Rutherford, Wolfgang Fuchs, Mark Dresser, Lê Quan Ninh, Håkon Kornstad, Gino Robair, Phillip Greenlief, Harris Eisenstadt, Ron Samworth, Mary Oliver, Alex Waterman, Maartje ten Hoorn, Felicity Provan, Raoul van der Weide, Ig Henneman, Hans Burgener, Jim Black oder Lina Allemano. Seit seinem Umzug nach Berlin engagierte er sich in verschiedenen neuen Projekten wie in Oni Kramler (mit Matthias Schubert, Antonio Borghini und verschiedenen Gästen) und einem Trio mit der Cellistin Okkyung Lee und dem Trompeter Axel Dörner. Auch arbeitete er im Duo mit Thomas Heberer und mit Michael Moore, mit dem er sich dem Werk von Herbie Nichols widmete. 2018 wurde Kaufmann zum Professor für Jazzklavier an der Hochschule für Musik Franz Liszt Weimar ernannt.

## Preise und Auszeichnungen
Kaufmann erhielt 2001 den SWR-Jazzpreis. 2015 wurde er mit dem Albert-Mangelsdorff-Preis ausgezeichnet.

## Diskographische Hinweise
- Weave, mit Ingmar Heller und Jochen Rückert, 1997
- Double Exposure, mit Michael Moore, John Schröder und John Hollenbeck, 1998
- Gueuledeloup mit Michael Moore, Henning Sieverts und John Hollenbeck, 2001
- The Definition of a Toy, mit Brad Turner, Michael Moore, Mark Helias und Dylan van der Schyff, 2003
- Knives, Soloalbum, 2003/2004
- Unearth, mit Frank Gratkowski und Wilbert de Joode, 2004
- Verivyr, mit Valdi Kolli und Jim Black, (Pirouet, 2011)
- Achim Kaufmann & Michael Moore Furthermore, (Ramboy, 2014)
- Gebhard Ullmann & Achim Kaufmann Geode (Leo Records, 2016)
- Achim Kaufmann & Olie Brice: Of Tides (2017)
- Christian Lillingers Grund: Cor (Plaist 2017, mit Pierre Borel, Tobias Delius, Christopher Dell, Robert Landfermann, Jonas Westergaard)[1]
- Grünen: Disenjambment (2020)
- Die Unwucht & Achim Kaufmann: Red and Blue Don’t Make Purple (2022)
- Achim Kaufmann/Ignaz Schick: Altered Alchemy (Zarek, 2021)
- Achim Kaufmann, Kalle Kalima: Ilmonique (Tyxart 2024)[2]